# Lucas Bretón
Lucas Bretón Salcedo (20 novembre 2006) è un calciatore dominicano, centrocampista del Malaga B e della nazionale dominicana.

## Carriera

### Club
È cresciuto nel settore giovanile del Cibao, con cui ha firmato il primo contratto professionistico il 1º marzo 2022, venendo contestualmente promosso in prima squadra. Ha debuttato il 20 marzo 2022 nell'incontro di Liga Dominicana de Fútbol vinto 1-0 contro l'Atlético Pantoja ed ha segnato il suo primo gol il 21 maggio 2023 nel successo per 3-0 sul Jarabacoa.
Nel 2025 va a giocare in Europa, nel Malaga B (formazione riserve degli spagnoli del Malaga), nella quarta divisione spagnola.

### Nazionale
Ha giocato nelle nazionali giovanili dominicane Under-17 ed Under-20.
Il 27 marzo 2024 ha debuttato con la nazionale maggiore dominicana nell'amichevole persa 4-1 contro il Perù.
Nel 2025 ha partecipato alla CONCACAF Gold Cup.

## Statistiche

### Presenze e reti nei club
Statistiche aggiornate al 19 gennaio 2025.
| Stagione        | Squadra         | Campionato      | Campionato | Campionato | Coppe nazionali | Coppe nazionali | Coppe nazionali | Coppe continentali | Coppe continentali | Coppe continentali | Altre coppe | Altre coppe | Altre coppe | Totale | Totale | Totale |
| Stagione        | Squadra         | Comp            | Pres       | Reti       | Comp            | Pres            | Reti            | Comp               | Pres               | Reti               | Comp        | Pres        | Reti        | Pres   | Reti   |        |
| --------------- | --------------- | --------------- | ---------- | ---------- | --------------- | --------------- | --------------- | ------------------ | ------------------ | ------------------ | ----------- | ----------- | ----------- | ------ | ------ | ------ |
| 2022            | Cibao           | LDF             | 6          | 0          | CD              | 0               | 0               | -                  | -                  | -                  | -           | -           | -           | 6      | 0      |        |
| 2023            | Cibao           | LDF             | 16         | 1          | CD              | 0               | 0               | CCC                | 2                  | 0                  | -           | -           | -           | 18     | 1      |        |
| 2024            | Cibao           | LDF             | 22         | 1          | CD              | 0               | 0               | CCC                | 5                  | 0                  | -           | -           | -           | 27     | 1      |        |
| Totale carriera | Totale carriera | Totale carriera | 44         | 2          |                 | 0               | 0               |                    | 7                  | 0                  |             | -           | -           | 51     | 2      |        |

### Cronologia presenze e reti in nazionale
| Cronologia completa delle presenze e delle reti in nazionale ― Rep. Dominicana | Cronologia completa delle presenze e delle reti in nazionale ― Rep. Dominicana | Cronologia completa delle presenze e delle reti in nazionale ― Rep. Dominicana | Cronologia completa delle presenze e delle reti in nazionale ― Rep. Dominicana | Cronologia completa delle presenze e delle reti in nazionale ― Rep. Dominicana | Cronologia completa delle presenze e delle reti in nazionale ― Rep. Dominicana | Cronologia completa delle presenze e delle reti in nazionale ― Rep. Dominicana | Cronologia completa delle presenze e delle reti in nazionale ― Rep. Dominicana |
| Data                                                                           | Città                                                                          | In casa                                                                        | Risultato                                                                      | Ospiti                                                                         | Competizione                                                                   | Reti                                                                           | Note                                                                           |
| ------------------------------------------------------------------------------ | ------------------------------------------------------------------------------ | ------------------------------------------------------------------------------ | ------------------------------------------------------------------------------ | ------------------------------------------------------------------------------ | ------------------------------------------------------------------------------ | ------------------------------------------------------------------------------ | ------------------------------------------------------------------------------ |
| 26-3-2024                                                                      | Lima                                                                           | Perù                                                                           | 4 – 1                                                                          | Rep. Dominicana                                                                | Amichevole                                                                     | -                                                                              | 87’                                                                            |
| 7-9-2024                                                                       | Saint George                                                                   | Bermuda                                                                        | 2 – 3                                                                          | Rep. Dominicana                                                                | CONCACAF Nations League 2024-2025                                              | -                                                                              | 86’                                                                            |
| 10-9-2024                                                                      | Saint George                                                                   | Rep. Dominicana                                                                | 2 – 0                                                                          | Dominica                                                                       | CONCACAF Nations League 2024-2025                                              | -                                                                              | 89’                                                                            |
| 12-10-2024                                                                     | Hamilton                                                                       | Antigua e Barbuda                                                              | 0 – 5                                                                          | Rep. Dominicana                                                                | CONCACAF Nations League 2024-2025                                              | -                                                                              | 77’                                                                            |
| 15-10-2024                                                                     | Hamilton                                                                       | Rep. Dominicana                                                                | 5 – 0                                                                          | Antigua e Barbuda                                                              | CONCACAF Nations League 2024-2025                                              | -                                                                              | 80’                                                                            |
| 16-11-2024                                                                     | Santiago de los Caballeros                                                     | Rep. Dominicana                                                                | 6 – 1                                                                          | Dominica                                                                       | CONCACAF Nations League 2024-2025                                              | -                                                                              | 83’                                                                            |
| 21-3-2025                                                                      | Bayamón                                                                        | Porto Rico                                                                     | 2 – 2                                                                          | Rep. Dominicana                                                                | Amichevole                                                                     | -                                                                              | 46’                                                                            |
| 25-3-2025                                                                      | Santiago de los Caballeros                                                     | Rep. Dominicana                                                                | 2 – 0                                                                          | Porto Rico                                                                     | Amichevole                                                                     | -                                                                              | 76’                                                                            |
| 10-6-2025                                                                      | Santo Domingo                                                                  | Rep. Dominicana                                                                | 5 – 0                                                                          | Dominica                                                                       | Qual. Mondiali 2026                                                            | -                                                                              | 76’                                                                            |
| 18-6-2025                                                                      | Arlington                                                                      | Costa Rica                                                                     | 2 – 1                                                                          | Rep. Dominicana                                                                | Gold Cup 2025 - 1° turno                                                       | -                                                                              | 90+3’                                                                          |
| 22-6-2025                                                                      | Arlington                                                                      | Rep. Dominicana                                                                | 0 – 0                                                                          | Suriname                                                                       | Gold Cup 2025 - 1° turno                                                       | -                                                                              | 88’                                                                            |
| Totale                                                                         |                                                                                | Presenze                                                                       | 11                                                                             |                                                                                | Reti                                                                           | 0                                                                              |                                                                                |

## Palmarès

### Club

#### Competizioni nazionali
- Primera División dominicana: 3

Cibao: 2022, 2023, 2024